# Croix du Mérite militaire (Autriche)
Pour les articles homonymes, voir Croix du Mérite militaire.

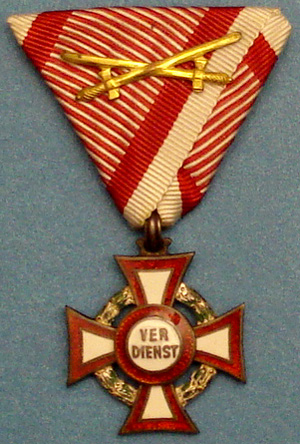
Croix du Mérite militaire de troisième classe

La croix du Mérite militaire (en allemand : Militärverdienstkreuz) est une décoration militaire instituée en Autriche par l'empereur François-Joseph, le 22 octobre 1849. Cette décoration prestigieuse cesse d'exister à la chute de l'Autriche-Hongrie en novembre 1918.

## Historique
Elle fut établie après la demande du maréchal Radetzky et fut en premier distribuée aux officiers ayant servi sous ses ordres pendant la campagne d'Italie de 1848 - 1849 et spécialement en regard des batailles de Custoza et Novare. Près de 1 500 furent accordées entre 1848 et 1850, ensuite ce fut surtout, à titre militaire, en regard des guerres : campagne d'Italie (1859), guerre des Duchés, guerre austro-prussienne, guerre russo-turque de 1877-1878 et enfin avec la révolte des Boxers.
La première refonte vint le 12 janvier 1860 avec la création  du Kriegsdekoration et l'ajout d'une couronne de lauriers qui désignait la délivrance en temps de guerre de celles qui le furent en temps de paix. Cette réforme était rétroactive pour les décorations à porter.

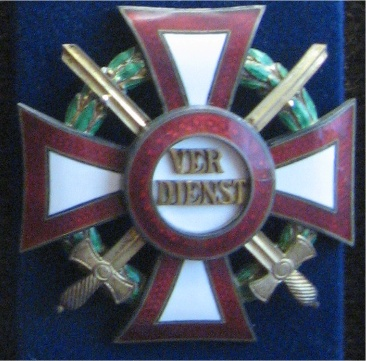
Croix avec épées et lauriers verts.

La seconde grande réforme eut lieu peu de temps après qu'eut éclaté la Première Guerre mondiale le 23 septembre 1914 avec la création de trois degrés, ce qui en fit en effet un ordre chevaleresque. 
Un autre changement eut lieu le 13 décembre 1916 avec l'ajout d'épées croisées en cas d'octroi pour bravoure, elles se portaient sur le ruban pour les classes inférieures et sur la croix autrement.
La délivrance était fort rare en dehors des rangs austro-hongrois, il y en eut néanmoins quelques-unes délivrées à des Saxons pendant la guerre austro-prussienne, à deux Bavarois et un Saxon avec la révolte des Boxers. Cela devint plus courant pendant la Première Guerre mondiale envers les alliés qui servaient avec les austro-hongrois, les soldats relevant des unités où l'empereur était colonel honoraire mais encore aux chefs de haut rang. L'empereur se réservait de plus le droit de rehausser l'honneur en y adjoignant des diamants.
Le ruban fut encore utilisé comme support à d'autres médailles commémoratives.

## Récipiendaires notables
- Eugène d'Autriche-Teschen
- Frédéric de Teschen
- Johann von Appel (en)
- Albert de Prusse (1837-1906)
- Carol Ier de Roumanie
- Engelbert Dollfuss
- Gotthard Heinrici
- Paul von Hindenburg
- Miklós Horthy
- Mustafa Kemal Atatürk
- Erich Ludendorff
- Erich von Manstein
- August von Mackensen
- Erwin Rommel
- Ferdinand Schörner
- Wilhelm Ritter von Thoma
- Walther Fischer von Weikersthal
- Wilhelm Lenk von Wolfsberg